# بنیامین کلایبرینک
بنیامین کلایبرینک (آلمانی: Benjamin Kleibrink؛ زادهٔ ۳۰ ژوئیهٔ ۱۹۸۵) یک شمشیر باز اهل آلمان است.